# Amiral Zombie
Amiral Zombie sau Le Retour de Christophe Colomb - este un roman fantezie științifico-fantastic scris de autorul german Hans Cristoph Buch. A apărut în franceză, în 1993, la editura Grasset.

## Povestea
Fantoma lui Cristofor Columb călătorește în timp. Călătoria începe în Haiti în anul 1987 unde asistă la un masacru al Maconților asupra băștinașilor. După aceea se trezește ca fiind un evreu vânat de către naziști.